# Yamdrok-Tso
Le lac Yamdrok-Tso ou Yamḍok Yumtso (tibétain : Yamdrok Yumtso, ཡར་འབྲོག་གཡུ་མཚོ་ ; wylie :Yar-'brog G.yu-mtsho ; pinyin tibétain : Yamzho Yumco ; sinogramme : 羊卓雍錯) est un des trois plus grands lacs sacrés du Tibet. Il a plus de 72 km de long. Il est entouré de montagnes enneigées et nourri par de nombreux petits ruisseaux. Il présente un ruisseau de sortie à son extrémité ouest. 
À 90 km à l'ouest du lac, se trouve la ville tibétaine de Gyantsé, et Lhassa est à cent km au nord-ouest. 
Selon la mythologie tibétaine, le Yamdrok-Tso résulte de la transformation d'une déesse.

## Données physiques
Le lac a une superficie de 638 km², il a une profondeur moyenne de 30 mètres et fait 60 mètres à son point le plus profond. Il a une forme d'éventail, s'étendant vers le sud mais se rétrécissant vers le nord. Sa rive montagneuse est fortement crénelée, avec de nombreuses criques et baies. Le lac Yamdrok-Tso gèle en hiver.

## Exploitation

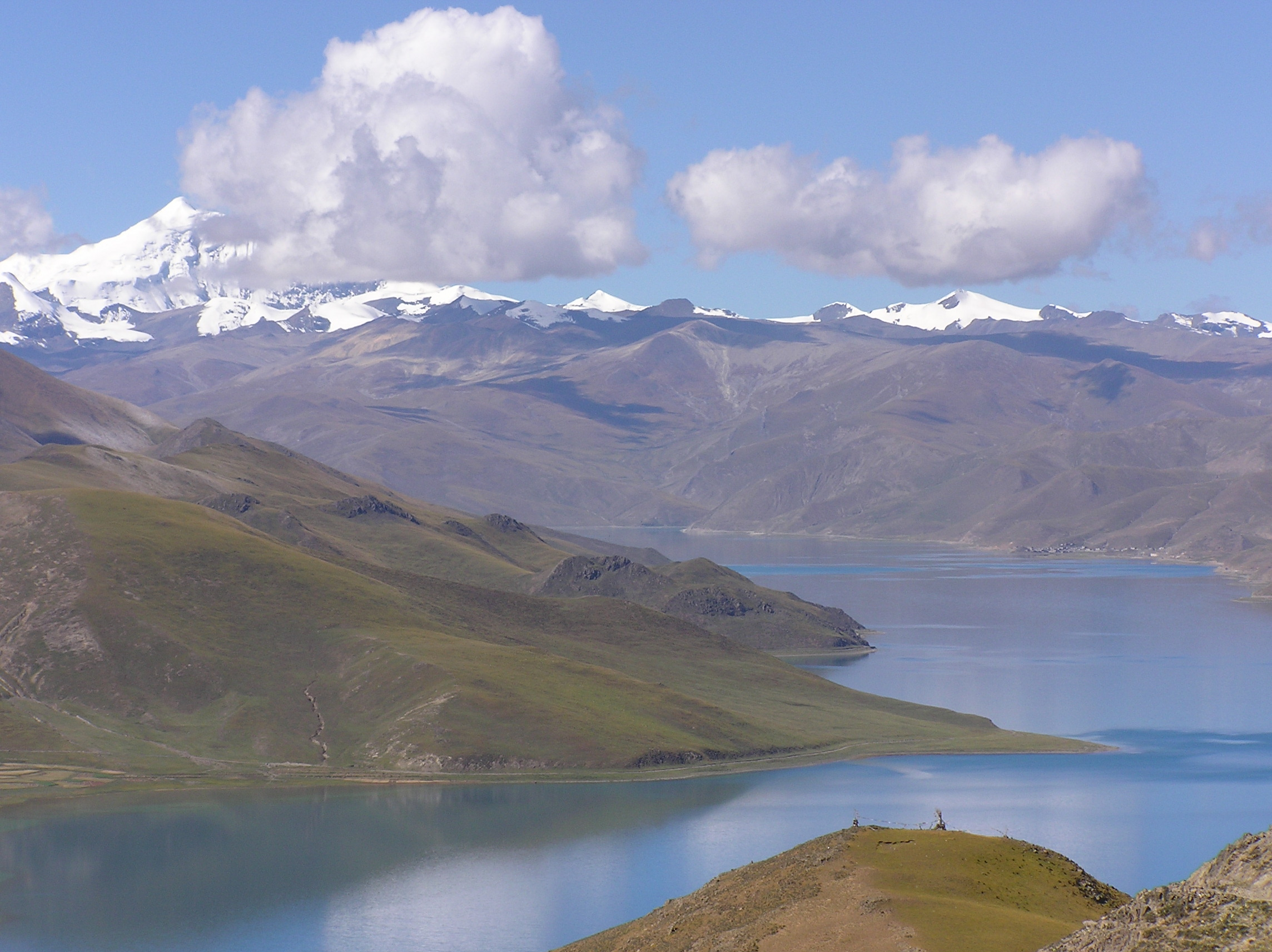
Le lac de Yamdrok-Tso vu depuis le col du Gampa La (4800 m), avec le Noijin Kangsang (7206 m) en arrière-plan.

La construction d'une centrale électrique sur le Yamdrok-Tso débuta en 1989, l'année de la mort du 10e panchen-lama, Choekyi Gyaltsen, fortement opposé à ce projet qui entraînait notamment la disparition du village tibétain de Dramalung et des champs avoisinants. 
La centrale, qui est la plus grande du Tibet,, entra en activité en 1997 et fut inaugurée en présence de Gyancain Norbu, reconnu par la République Populaire de Chine comme le successeur du 10e panchen-lama. Elle est située aux abords des berges du Yarlung Tsangpo (Brahmapoutre), 850 m en contrebas du lac.